# اس‌اس دهلی
اس‌اس دهلی (به انگلیسی: SS Delhi) یک کشتی بود که طول آن ۴۷۰ فوت (۱۴۰ متر) بود. این کشتی در سال ۱۹۰۵ ساخته شد.